# Lac Arpin
Lac Arpin är en sjö i Kanada.   Den ligger i regionen Laurentides och provinsen Québec, i den sydöstra delen av landet, 140 km nordost om huvudstaden Ottawa. Lac Arpin ligger 372 meter över havet. Den ligger vid sjöarna  Lac Brûlé och Lac Noir.
I omgivningarna runt Lac Arpin växer i huvudsak blandskog. Runt Lac Arpin är det ganska tätbefolkat, med 86 invånare per kvadratkilometer.